# Fisk i en skål
Fisk i en skål är ett musikalbum från 2000 av Stefan Sundström. Skivan är utgiven av MNW och producerad av Mikael Herrström.

## Låtlista
| Nr  | Titel                            | Längd |  |
| --- | -------------------------------- | ----- |  |
| 1.  | Sympathy for MBD                 | 5.15  |  |
| 2.  | Marguerites 40-årskalas          | 3.52  |  |
| 3.  | Peace and Love in Sthlm city     | 5.18  |  |
| 4.  | Hög kan bli låg                  | 4.38  |  |
| 5.  | Fisk i en skål                   | 4.32  |  |
| 6.  | Har någon sett Sabina?           | 4.16  |  |
| 7.  | Jan Banan och Marguerite och jag | 3.25  |  |
| 8.  | Vals på Pelekas                  | 3.25  |  |
| 9.  | Hommage till Guld-Lars           | 2.27  |  |
| 10. | Sen jag börjat ta min medicin    | 2.18  |  |
| 11. | Gör min grej                     | 6.17  |  |
| 12. | Sabinas morgonvals               | 2.36  |  |

All text och musik av Stefan Sundström.

## Medverkande musiker
- Stefan Sundström - sång, akustisk gitarr
- Peder af Ugglas - elgitarr, piano, slide
- Christer Romin - trummor
- Bo Nordenfeldt - kontrabas
- Johan Johansson - elgitarr, akustisk gitarr, slagverk, kör
- Rafael Sida - congas
- Stefan Lilja - barytonsaxofon
- Mats ”Magic” Gunnarsson - tenorsaxofon
- Gunnar "Josef" Johansson - trombon
- Hans Dyvik - trumpet
- Sara Isaksson - kör
- Ulrika Freccero - kör
- Karin Renberg - kör
- Jörgen Wall - tamburin
- Pelle Lindström - munspel
- Niko Röhlcke - steel guitar, keyboards, elgitarr
- Anders Hernestam - vibrafon
- Martin Fälthammar - pistol

## Listplaceringar
| Lista (2000–2001) | Placering |
| ----------------- | --------- |
| Sverige           | 7         |

### Fotnoter
1. ↑  ”Fisk i en skål”. Swedishcharts. 27 februari 2000. https://swedishcharts.com/showitem.asp?interpret=Stefan+Sundstr%F6m&titel=Fisk+i+en+sk%E5l&cat=a. Läst 21 november 2019.